# Schiebocker Tage

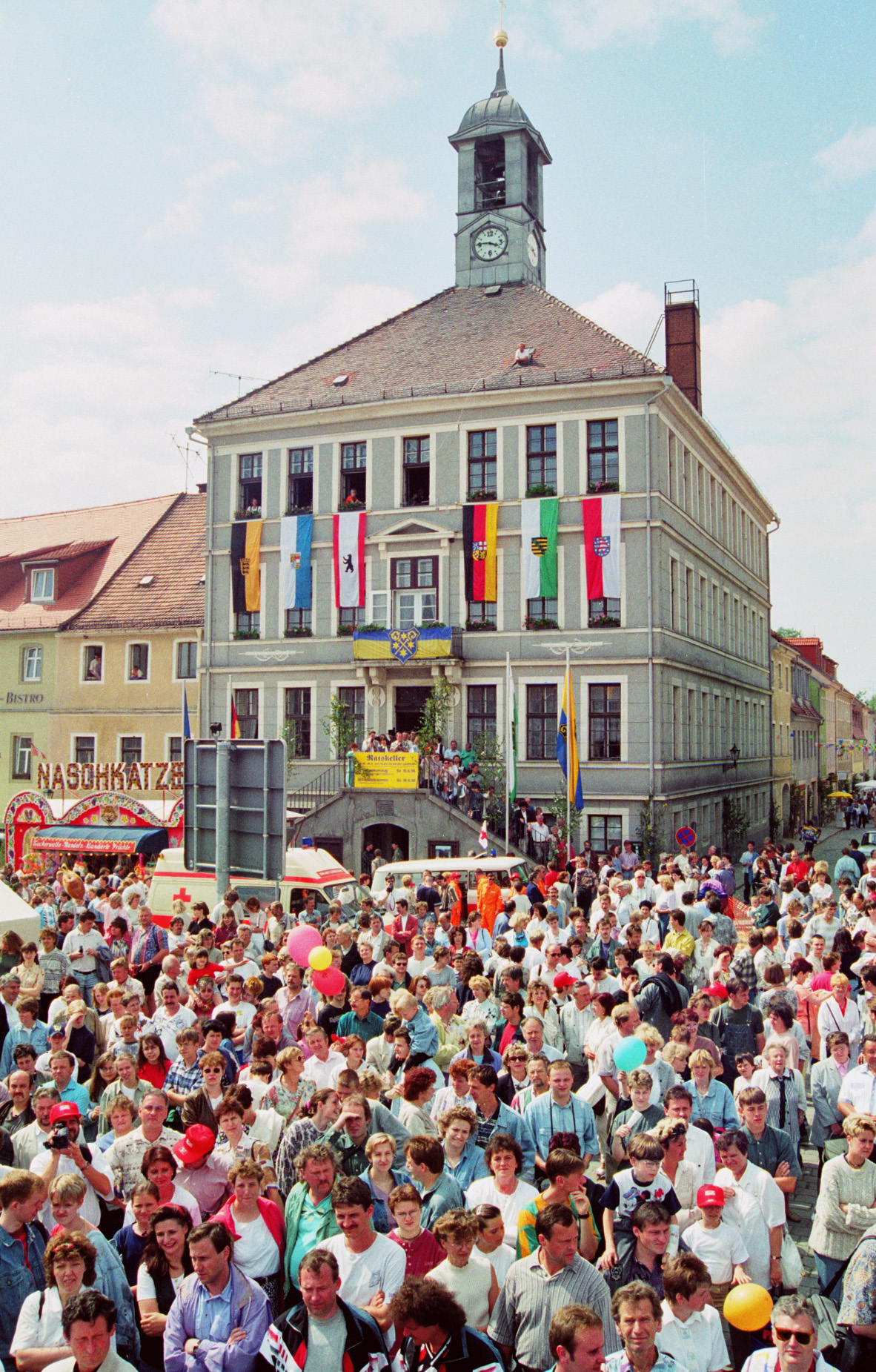
Schiebocker Tage 2005

Die Schiebocker Tage sind eines der größten Volksfeste in der sächsischen Oberlausitz. Seit 1994 findet die Veranstaltung traditionell jeweils am dritten Juniwochenende jedes Jahres auf dem historischen Altmarkt der Stadt Bischofswerda statt.

## Geschichte
Der Schiebock, eine einrädrige Holzkarre, mit dem Händler und Bauern seit dem Mittelalter ihre Waren zum Markt transportierten, trug dem Marktflecken Bischofswerda gemäß der Volksetymologie seinen Beinamen ein. Bei der Organisation der ersten Schiebocker Tage der Neuzeit Anfang der 1990er Jahre orientierten sich die Veranstalter daher an der Tradition und der Namensgebung Bischofswerdaer Stadtfeste, die als Freiluftveranstaltungen auf dem Marktplatz der Stadt bereits um 1900 unter gleichem Namen stattfanden.

## Heutiger Charakter

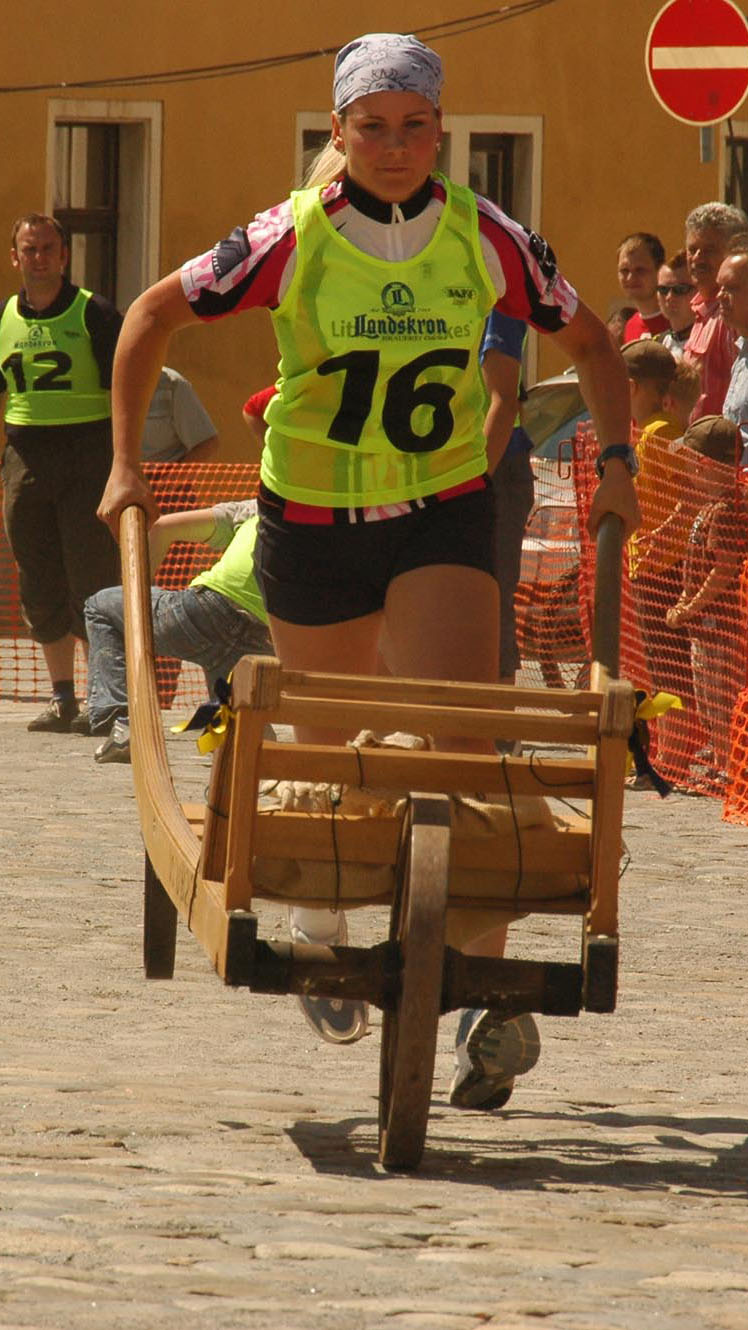
Weltmeisterschaft im Schiebockrennen 2007

Neben mehreren abendlichen Freiluftparties auf dem historischen Altmarkt der Stadt und den angrenzenden Straßen mit einer Vielzahl von Livemusikdarbietungen finden Besucher bei den Schiebocker Tagen die nach dem Neugersdorfer Jacobimarkt größte Ansammlung von Schaustellern und ihren Fahrgeschäften in der Oberlausitz.
Historische Festumzüge mit über 1.000 Mitwirkenden in bis zu 100 Bildern stellen die Geschichte der Stadt und ihrer Umgebung dar.
Seit 2004 werden die Schiebocker Tage durch ein eigenständiges Kinder- und Jugendfest ergänzt, dessen Höhepunkt 2008 das Finale des erstmals deutschlandweit ausgetragenen Guitar-Flight-Club-Wettbewerbs bildet.
Höhepunkt der Schiebocker Tage sind die ebenfalls seit 1994 jährlich ausgetragenen Weltmeisterschaften im Schiebockrennen.
Träger der Schiebocker Tage ist das Kulturamt der Stadt Bischofswerda. Offiziellen Schätzungen der Organisatoren zufolge besuchen die Schiebocker Tage jährlich zwischen zwölf- und fünfzehntausend Einwohner und Gäste. Genaue Besucherzahlen sind wegen des Verzichts auf die Erhebung von Eintrittsgeldern nicht ermittelbar.